# صنایع بین‌المللی هارمن
شرکت صنایع بین‌المللی هارمن (انگلیسی: Harman International Industries) یک شرکت آمریکایی است که طراحی و مهندسی محصولات مختلف برای خودروسازان، مصرف‌کنندگان و کسب و کار در سراسر جهان را انجام می‌دهد. از جمله این سیستم‌ها: محصولات صوتی و تصویری، اتوماسیون شرکت و خدمات مرتبط.